# Claude Delvincourt
Claude Delvincourt (Parijs, 12 januari 1888 - Orbetello, 5 april 1954) was een Frans pianist en componist.

## Levensloop
Delvincourt was de zoon van diplomaat Pierre Delvincourt en Marguerite Fourès. Hij studeerde aan het Conservatorium van Parijs bij Leon Boëllmann en Henri Busser. Lessen in contrapunt kreeg hij van Georges Caussade en compositie van Charles–Marie Widor. Delvincourt won in 1910 de tweede prijs en 1913 de eerste prijs van de Prix de Rome voor de cantate Faust et Hélène. In 1913 deelde hij die prijs met Lili Boulanger).
In 1914 treedt Delvincourt toe tot het leger bij het begin van de Eerste Wereldoorlog. In 1915 raakt hij gewond en verloor hierbij zijn linkeroog.
In 1918 hervat Delvincourt zijn compositorische werk, hetgeen resulteerde in de Six poèmes de Maurice d'Assier en een Ave Verum voor solisten, koor, strijkwintet en orgel. Daarna volgde het symfonisch gedicht Offrande à Siva, Ce monde de Rosée (een 14-delig album gebaseerd op oude Japanse teksten, Le Bal Vénitien (1930, een vijfdelige suite).
Voor stem schreef hij Aurore (op tekst van Victor Hugo) en Nuit triomphante (op tekst van Paul Colin). La Source (op gedichten van Leconte de Lisle). In 1926 componeerde hij vijf pianowerken, die hij vlak voor zijn dood orkestreerde, en in 1931 ontstond Croquembouches, een serie van 12 pianowerken, Heures Juvéniles en Images pour les Contes du Temps Passé (quatre mains).
Hij werd in 1932 directeur van het conservatorium in Versailles.
Op 8 december 1935 verzorgden de musici van de Concerts Colonne de première van de orkestsuite Pamir (delen daarvan vindt men terug in de filmmuziek van de film La Croisière Jaune). Ook schreef Delvincourt een aantal liederen: 6 liederen onder de titel la Ville et des Champs (gebaseerd op populaire melodieën uit de 18e eeuw), Onchets (vijf liederen op gedichten van René Chalupt), Quatre chansons (tekst van Clément Marot). Kamermuziekwerken schreef hij ook: Les Danceries (vijf stukken voor viool en piano,1935), Trio avec piano, Quintette avec piano.
Zijn komische opera La Femme à barbe ging in december 1938 in Versailles in première. Het libretto was van André de la Tourasse. De Opéra-Comique voerde dit stuk nogmaals uit in oktober 1954.
In 1940 volgde hij Henri Rabaud op als directeur van het Parijse conservatorium. Tijdens de Duitse bezetting van Frankrijk bleef Delvincourt directeur in Parijs waar de strenge wetten van het Vichy-regime voorschreven dat alle Joodse docenten en studenten van de school geweerd dienden te worden. Delvincourt "deed alles wat hij kon om zijn kudde te beschermen, vroeg nooit naar papieren en verborg illegale studenten". Dit resulteerde in lijfsbehoud voor vele studenten, maar ook in bedreigingen door de Gestapo aan Delvincourts adres. Ook was hij lid geworden van de verzetsorganisatie Front National des Musiciens. Door oprichting van het Orchestre des Cadets du Conservatoire dat in 1943 haar eerste concert gaf met muziek van Haydn, maar met vooral Franse composities, slaagde hij erin meer dan 60 conservatoriumstudenten gedurende enige jarens te vrijwaren van verplicht werk voor de Arbeitseinsatz in Duitsland. Eind 1944 kwamen de Duitsers achter zijn bedoelingen met het orkest en dreigden er vele deportaties. Delvincourt wist de orkestleden/studenten valse identiteitsbewijzen te verschaffen, waardoor voor het onderduiken makkelijker werd. Delvincourt moest uiteindelijk eind 1944 zelf ook onderduiken tot het einde van de bezetting.
Na de bezetting hervatte Delvincourt zijn componeerarbeid weer. Het mysteriespel Lucifer uit december 1948 (bestaande uit een proloog en drie scènes, op tekst van René Dumesnil) was geïnspireerd door Caïn van Lord Byron. Verder schreef hij ook nog de toneelmuziek bij 'Œdipe-Roi in de adaptatie van Gabriel Boissy, toneelmuziek bij Bourgeois Gentilhomme, Radio-Sérénade (geschreven in de compositieklas van Widor). In 1947 voegde hij aan zijn Ave Verum uit 1921 nog drie motetten toe (Ave Maria, Tu es Petrus en een Tantum ergo), die in 1951 in première gingen.
Delvincourt overleed na de oorlog (in 1954) door een auto-ongeluk in Italië.

## Overzicht van composites
- Quintette (strijkers en piano, 1907)
- Thestylis (zang en orkest, 1907)
- Hodie Christus natus (koor, hobo, fagot, en orgel, 1909)
- Trio avec piano (1909)
- Aurore (vierstemmig vrouwenkoor en piano of orkest, 1910)
- Acis et Galathée (cantate, 1910)
- Nuit tombante (gemengd koor of zangkwartet met piano of orkest, 1911)
- Yanitza (cantate, 1911)
- La Source (koor met piano of orkest, 1912)
- Fulvia (cantate, 1912)
- Sommeil d’enfant (1912)
- Faust et Hélène (cantate, 1913)
- Typhaon (symfonisch gedicht, 1914)
- Sérénade ofwel Radio-Sérénade (1914)
- Six poèmes de Maurice d’Assier (1918)
- Ave Verum (soli, koor, strijkkwintet en orgel, 1918)
- Boccaceries (pianosuite, 1922)
- Croquembouches (pianosuite, 1926), (6 van de 12 delen zijn bewerkt tot suite voor altsaxofoon en piano)
- Offrande à Siva (1926)
- Le Bal Vénitien (orkest, 1927)
- Poème chorégraphique (1931)
- Chansons de la ville et des champs (1933)
- Onchets (vijf liederen op gedichten van René Chalupt, 1933)
- Quatre chansons (liederen op tekst van Clément Marot, 1933)
- Pamir (orkestsuite, 1934)
- La Croisière jaune (filmmuziek, 1934, waarin delen van Pamir terugkomen)
- Ce monde de rosée (zang en piano , orkestversie uit 1934)
- Les Danceries (vijf stukken voor viool en piano, 1935)
- 4 Chansons de Clément Marot (zang en piano, 1935)
- La Femme à barbe (komische opera, 1936)
- Images pour les Contes du temps passé (quatre main piano, 1936)
- Automne (symfonisch gedicht voor koor en orkest, 1937)
- Œdipe-Roi ofwel 'Oedipus Rex' (toneelmuziek op tekst van Sofokles, 1939)
- Un éventail, un sourire
- Pater Noster
- Salut Solennel (solisten, gemengd koor en orkest)
- Lucifer ou Le Mystère de Caïn (mysteriespel, 1948)

- Bibliothèque nationale de France: cb124044900 (data)
- Gemeinsame Normdatei: 1036629325
- International Standard Name Identifier: 0000 0001 0857 4533
- Library of Congress Control Number: no89002526
- MusicBrainz: 664e9afd-07c3-41e4-bd46-936f7f8ee3b7
- Nationale Bibliotheek van Tsjechië: xx0103752
- Nationale Bibliotheek van Israël: 987007281605605171
- Nederlandse Thesaurus van Auteursnamen: 11236814X
- Istituto Centrale per il Catalogo Unico: DDSV156493
- SNAC: w64186pw
- Système universitaire de documentation: 033148872
- Trove: 1187265
- Virtual International Authority File: 51775349
- WorldCat: E39PBJfX4BggqTybTvVqYhw3cP